# Szarvas
Szarvas (niem. Sarwasch, słow. Sarvaš) – miasto w południowo-wschodnich Węgrzech, w komitacie Békés, nad Kereszem (dopłwy Cisy). Liczy prawie 17,2 tys. mieszkańców (I 2011). Nazwa miasta oznacza po polsku "jeleń".

## Historia
W Szarvas została założona przez słowackiego oświeconego profesora i inżyniera Samuela Tešedíka (węg. Sámuel Tessedik) pierwsza wyższa szkoła rolnicza w Królestwie Węgier. Miasto było odnowione przez Słowaków w XVIII wieku. Wielu z nich nadal tu mieszka. Niedaleko miasta znajduje się geometryczny środek Królestwa Węgier (sprzed roku 1920).

## Miasta partnerskie
- Poprad